# Bradysia trisetosa
Bradysia trisetosa är en tvåvingeart som beskrevs av Bischoff de Alzuet och Naijt 1973. Bradysia trisetosa ingår i släktet Bradysia och familjen sorgmyggor. Inga underarter finns listade i Catalogue of Life.